# Isolaccio-di-Fiumorbo
Pour les autres usages du terme « Fiumorbo », voir Fiumorbo.
Isolaccio-di-Fiumorbo est une commune française située dans la circonscription départementale de la Haute-Corse et le territoire de la collectivité de Corse. Elle appartient à l'ancienne piève de Cursa, dans le Fiumorbo.

## Géographie

### Situation
Le point culminant de la commune est la Punta della Capella (a Punta di a Cappedda), 2 041 mètres.

### Habitat
La population de la commune est répartie en plusieurs hameaux. Les principaux sont : le chef-lieu Isolaccio (l'Isulacciu), Pietrapola (Petrapola), Acciani (l'Acciani), Ajola (l'Aghjola).

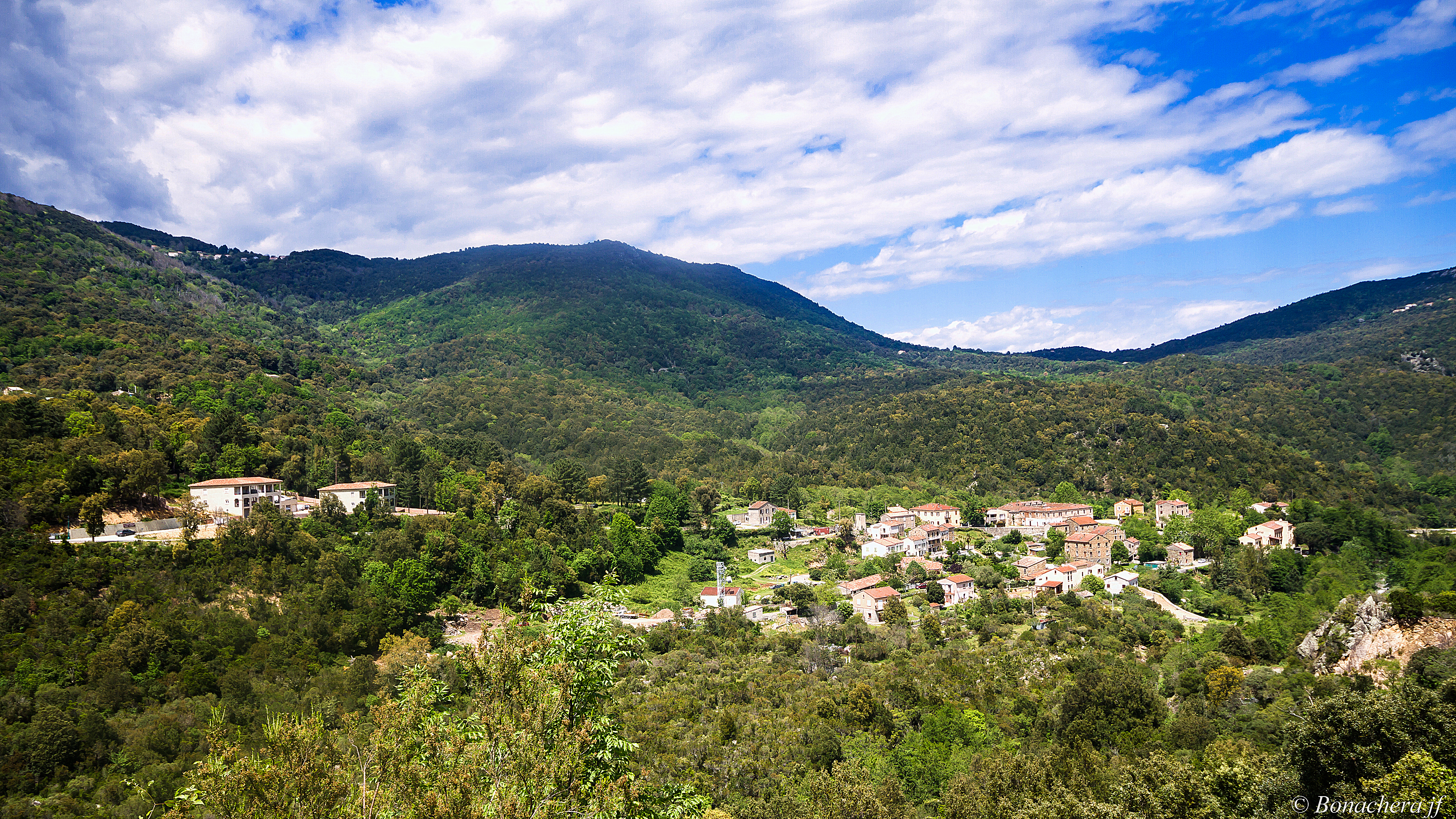
Pietrapola.

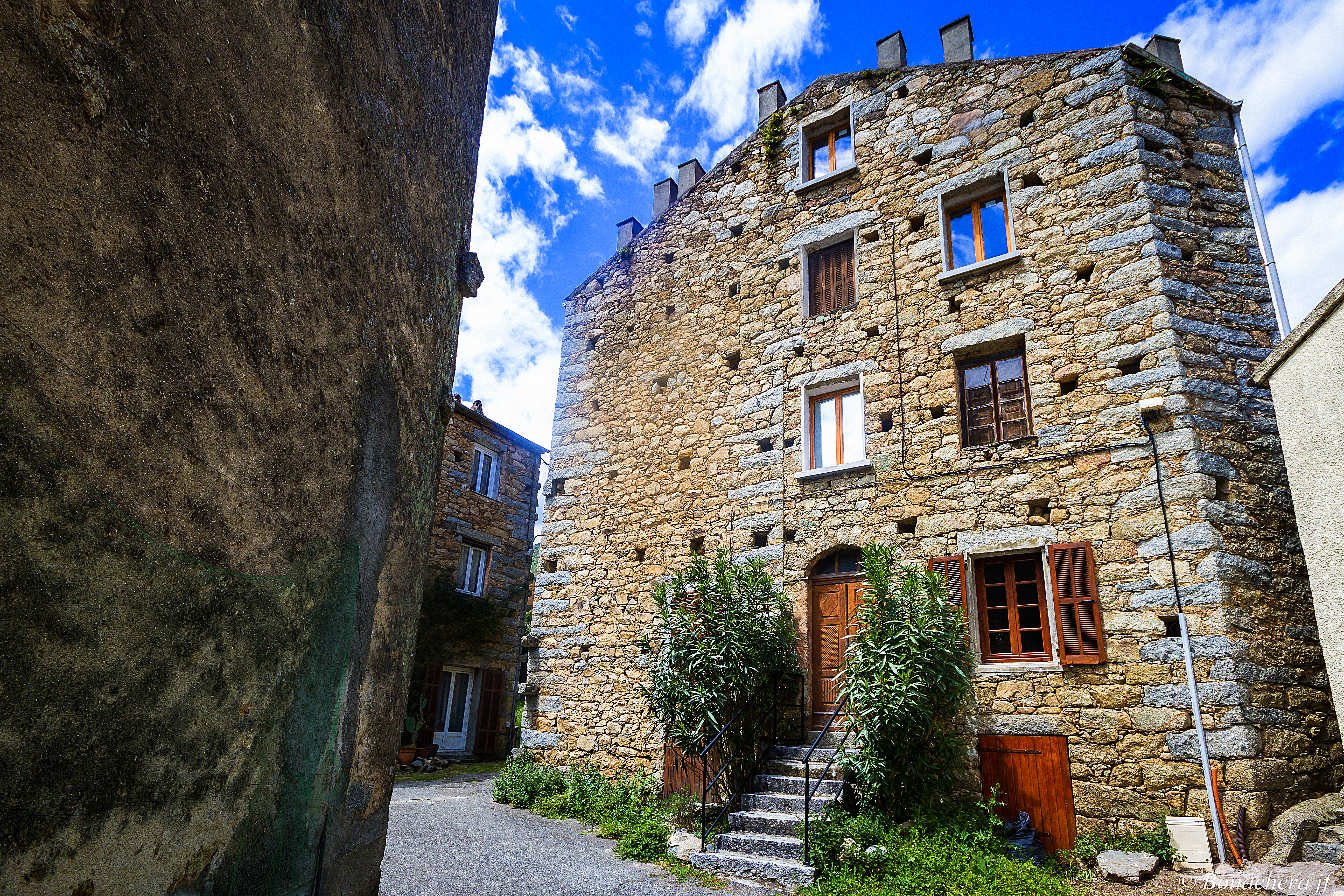
Dans les rues de Pietrapola.

Le lieu-dit Tribaldu entre Isolaccio et Pietrapola : des oliviers, des châtaigniers, una vanga, les vestiges d'un moulin à huile et d'une vie disparue.

### Faune et flore
Le territoire de la commune est en grande partie recouvert par une végétation arborescente composée de forêts et maquis qui donne à cette région du centre une 
beauté sauvage.

## Urbanisme

### Typologie
Au 1er janvier 2024, Isolaccio-di-Fiumorbo est catégorisée commune rurale à habitat très dispersé, selon la nouvelle grille communale de densité à sept niveaux définie par l'Insee en 2022.
Elle est située hors unité urbaine et hors attraction des villes,.

### Occupation des sols
L'occupation des sols de la commune, telle qu'elle ressort de la base de données européenne d’occupation biophysique des sols Corine Land Cover (CLC), est marquée par l'importance des forêts et milieux semi-naturels (97,6 % en 2018), une proportion identique à celle de 1990 (97,9 %). La répartition détaillée en 2018 est la suivante : 
forêts (79,3 %), espaces ouverts, sans ou avec peu de végétation (9,4 %), milieux à végétation arbustive et/ou herbacée (8,9 %), zones agricoles hétérogènes (1,5 %), zones urbanisées (0,9 %). L'évolution de l’occupation des sols de la commune et de ses infrastructures peut être observée sur les différentes représentations cartographiques du territoire : la carte de Cassini (XVIIIe siècle), la carte d'état-major (1820-1866) et les cartes ou photos aériennes de l'IGN pour la période actuelle (1950 à aujourd'hui).

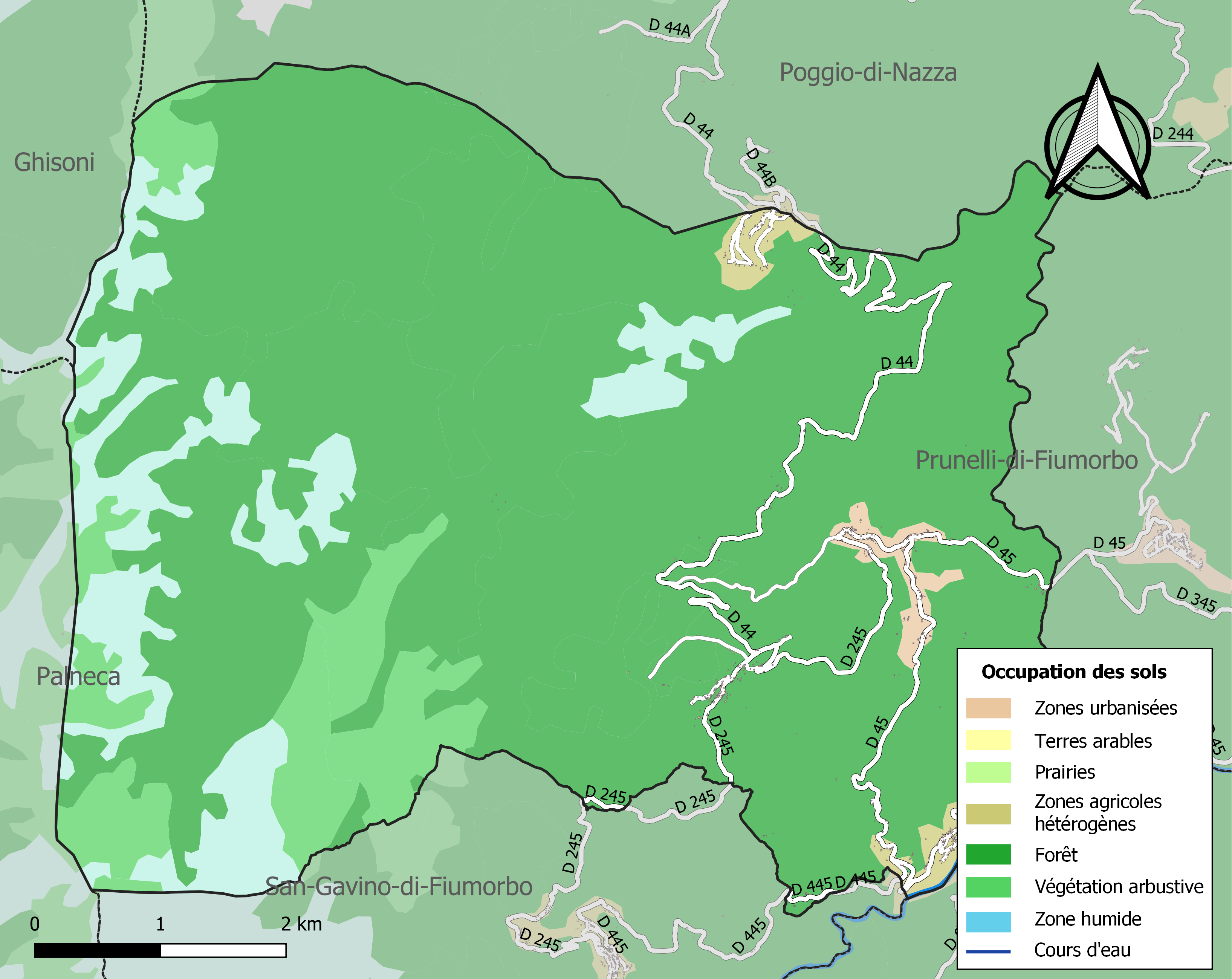
Carte des infrastructures et de l'occupation des sols de la commune en 2018 (CLC).

## Histoire
En décembre 1802, les frères des écoles chrétiennes, ou « frères ignorantins », religieux voués à l'éducation des jeunes des classes modestes, ouvrent 12 établissements en Corse dont un à Isolacciu. La grande bâtisse dans laquelle ils vivaient est encore présente au centre du village.

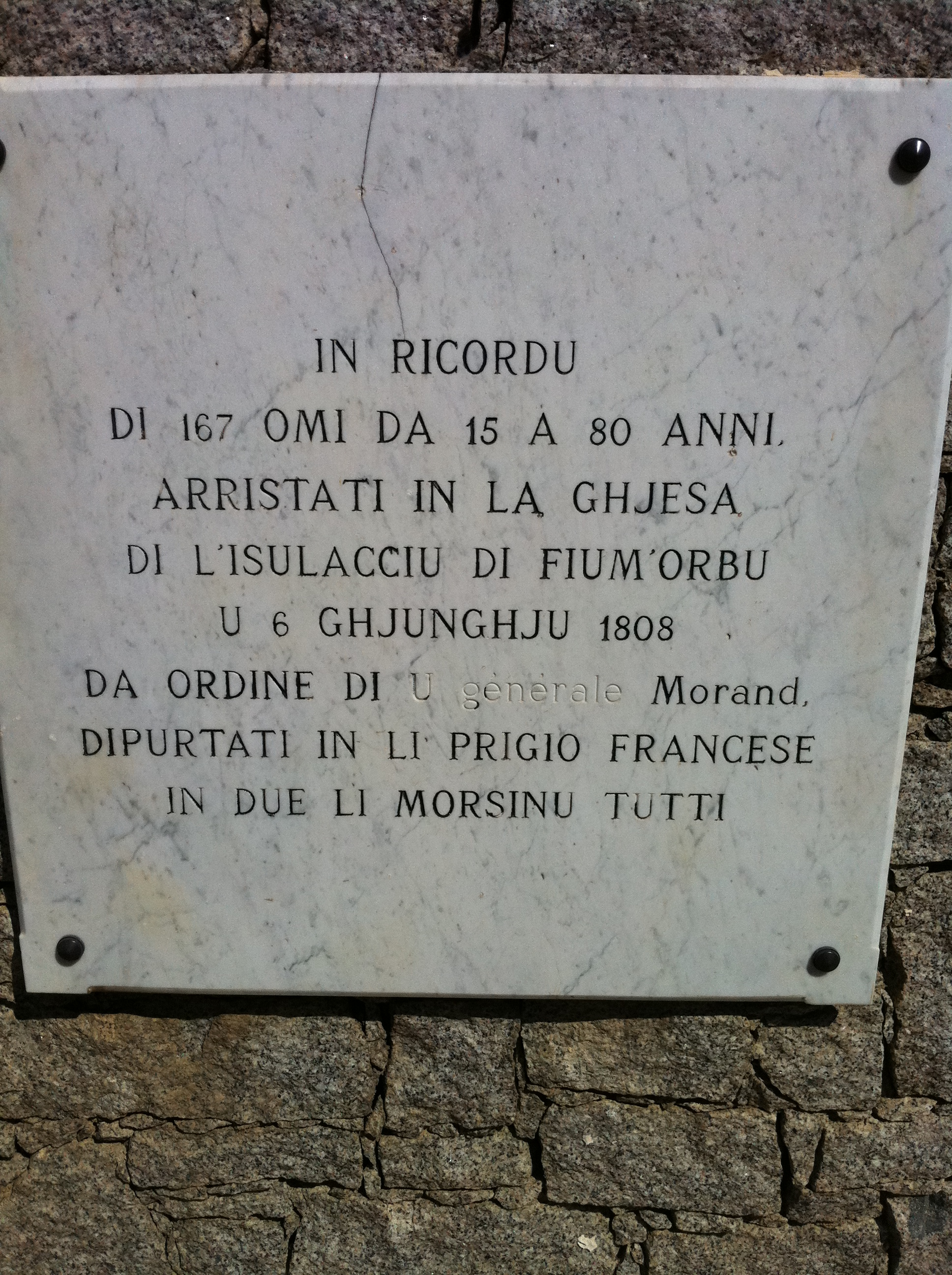
Inscription sur le monument commémoratif de 1979.

Le 6 juin 1808, sur ordre du général Joseph Morand, à la tête de deux bataillons de Chasseurs corses (3e et 4e bataillons des capitaines Bonelli et Peretti), 167 hommes âgés de 15 à 80 ans furent arrêtés en l'église d'Isulacciu. Devant un tribunal présidé par le commandant Poli, neuf d'entre eux furent condamnés à être fusillés le 4 août 1808 à Bastia, les autres déportés et incarcérés à Embrun, où ils moururent. Le Fium'orbu et son esprit d'insoumission entrera ainsi dans la mémoire collective de la Corse. Un monument a été érigé en 1979 à l'entrée du village rappelle le souvenir de ces martyrs. Le 9 juin 2012, à l'initiative de l'association A Memoria di Fiumorbo, et malgré quelques réticences, trois stèles ont été posées, portant les noms de toutes les victimes de 1808.
Théâtre où se jouent sans relâche des épisodes de rébellion, des scènes de violence générées par le besoin viscéral de liberté et d’indépendance, c’est sans conteste la région la plus farouche de l’île. La tradition orale et écrite lui a gravé cette réputation dont elle a grand peine à se défaire.

## Politique et administration

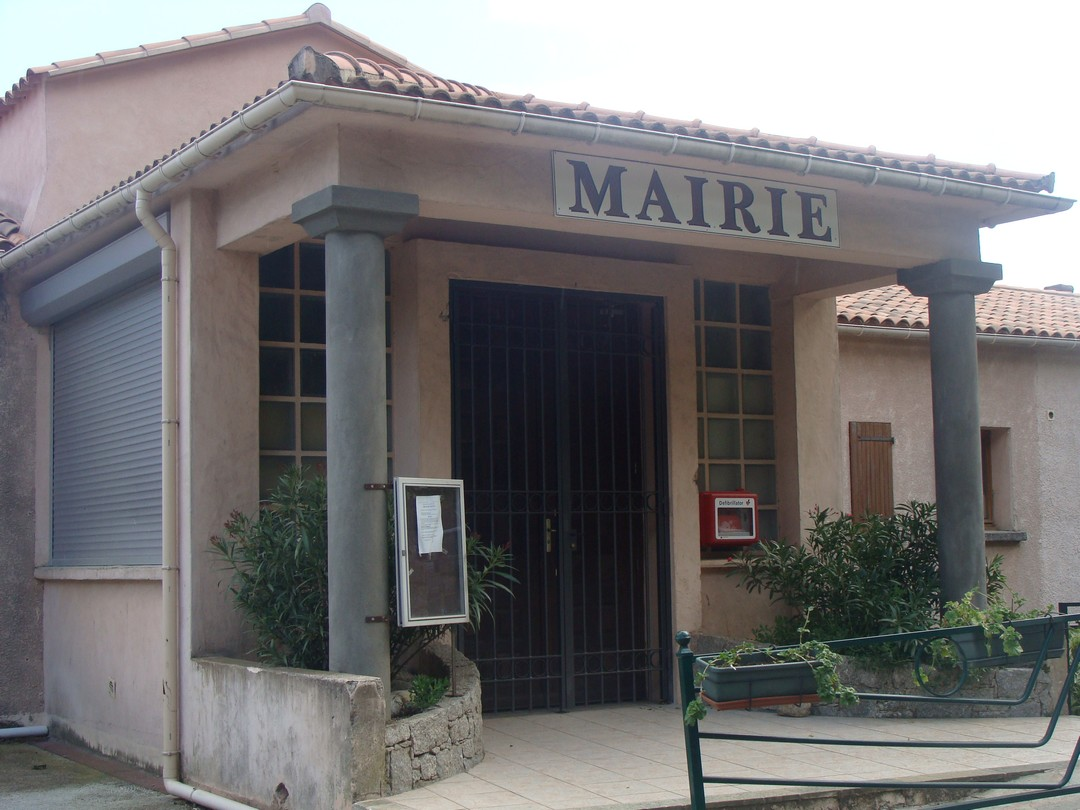
La mairie d'Isulacciu.

### Politique locale
| Période                                  | Période   | Identité                   | Étiquette | Qualité                    |
| ---------------------------------------- | --------- | -------------------------- | --------- | -------------------------- |
|                                          |           | Jean-Thomas Paoli          |           |                            |
|                                          |           | Antoine-Pompée Laurelli    |           |                            |
|                                          |           | David Colombani            |           |                            |
|                                          |           | Don-Félix Achilli          |           |                            |
|                                          |           | Don-Pierre Casabianca      |           |                            |
|                                          |           | Paul-Joseph Renucci        |           |                            |
|                                          |           | François-Antoine Achilli   |           |                            |
|                                          |           | Jean-Chrysostome Colombani |           |                            |
|                                          |           | Michel-Archange Achilli    |           |                            |
|                                          |           | Paul-François Bartoli      |           |                            |
|                                          |           | Pascase Achilli            |           |                            |
|                                          | 1971      | Don-Félix Achilli          |           |                            |
| 1971                                     | 1981      | Don-Pierre Gambotti        |           |                            |
| 1981                                     | juin 1995 | Ours-Vincent Gambotti      |           |                            |
| juin 1995                                | en cours  | Jacky Bartoli              | PCF       | Retraité Fonction publique |
| Les données manquantes sont à compléter. |           |                            |           |                            |

### Tendances politiques et résultats
À l'élection présidentielle de 2022, le candidat du Parti communiste français Fabien Roussel arrive largement en tête avec 45,8% des suffrages exprimés. Il s'agit de son meilleur score au niveau national.

## Démographie
L'évolution du nombre d'habitants est connue à travers les recensements de la population effectués dans la commune depuis 1806. Pour les communes de moins de 10 000 habitants, une enquête de recensement portant sur toute la population est réalisée tous les cinq ans, les populations de référence des années intermédiaires étant quant à elles estimées par interpolation ou extrapolation. Pour la commune, le premier recensement exhaustif entrant dans le cadre du nouveau dispositif a été réalisé en 2006.

En 2022, la commune comptait 332 habitants, en évolution de +5,06 % par rapport à 2016 (Haute-Corse : +5,15 %, France hors Mayotte : +2,11 %).
| 1806 | 1821 | 1831  | 1836  | 1841  | 1846  | 1851  | 1856  | 1861  |
| ---- | ---- | ----- | ----- | ----- | ----- | ----- | ----- | ----- |
| 877  | 936  | 1 207 | 1 199 | 1 310 | 1 383 | 1 321 | 1 366 | 1 516 |

| 1866  | 1872  | 1876  | 1881  | 1886  | 1891  | 1896  | 1901  | 1906  |
| ----- | ----- | ----- | ----- | ----- | ----- | ----- | ----- | ----- |
| 1 525 | 1 538 | 1 557 | 1 616 | 1 702 | 1 741 | 1 548 | 1 777 | 1 683 |

| 1911  | 1921  | 1926  | 1931  | 1936  | 1946 | 1954 | 1962 | 1968 |
| ----- | ----- | ----- | ----- | ----- | ---- | ---- | ---- | ---- |
| 1 669 | 1 513 | 1 327 | 1 518 | 1 374 | 866  | 771  | 550  | 451  |

| 1975 | 1982 | 1990 | 1999 | 2006 | 2011 | 2016 | 2021 | 2022 |
| ---- | ---- | ---- | ---- | ---- | ---- | ---- | ---- | ---- |
| 332  | 411  | 346  | 333  | 395  | 377  | 316  | 324  | 332  |

## Économie
- Station thermale de Pietrapola : source chaude sulfureuse et sodique (55 °C) ; datant de l'époque romaine et rénovée en 1965, utilisée en rhumatologie.
- La région abonde de ressources naturelles : eaux, pins laricio, chênes verts, chênes lièges, châtaigniers.
- Production de farine de châtaignes.
- Charcuterie.

## Culture locale et patrimoine

### Lieux et monuments
- Église paroissiale de l'Annonciation, l'Annunziata, d'architecture baroque, à l'Isulacciu[13].
- Chapelle Santa Lucia, d'architecture romane (IXe siècle), dans le cimetière communal. Chapelle Santa Lucia d'Isulacciu di Fiurmorbu.

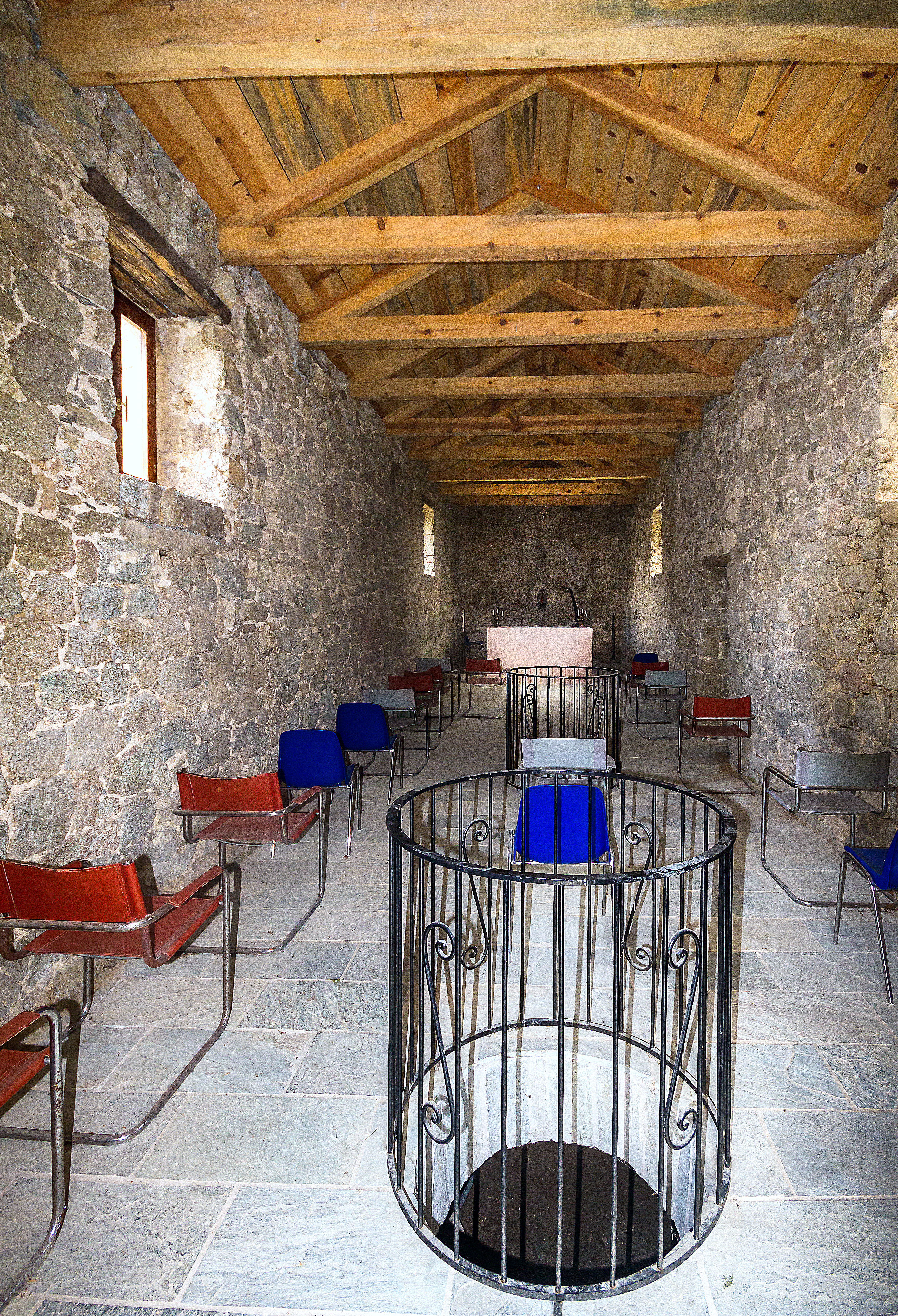
Chapelle Santa Lucia d'Isulacciu di Fiurmorbu.

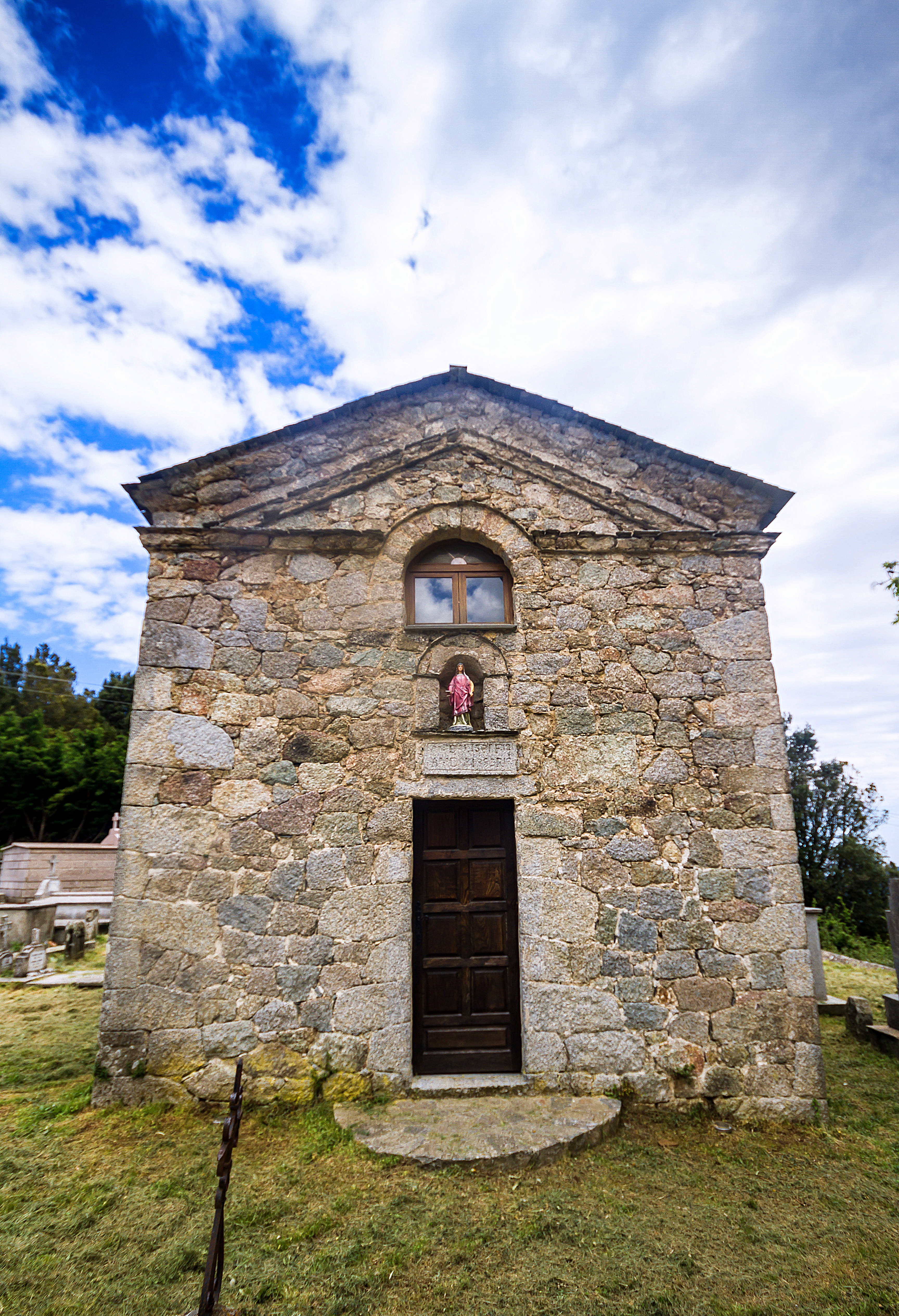
Chapelle Santa Lucia d'Isulacciu di Fiurmorbu (2).

- Chapelle San Roccu, d'architecture baroque (village).
- Chapelle Notre-Dame-des-Grâces, à Pietrapola.Intérieur de la chapelle Notre-Dame-des-Grâces, de Pietrapola, avec des fresques et peintures du peintre Chisà datant de mai 2009.

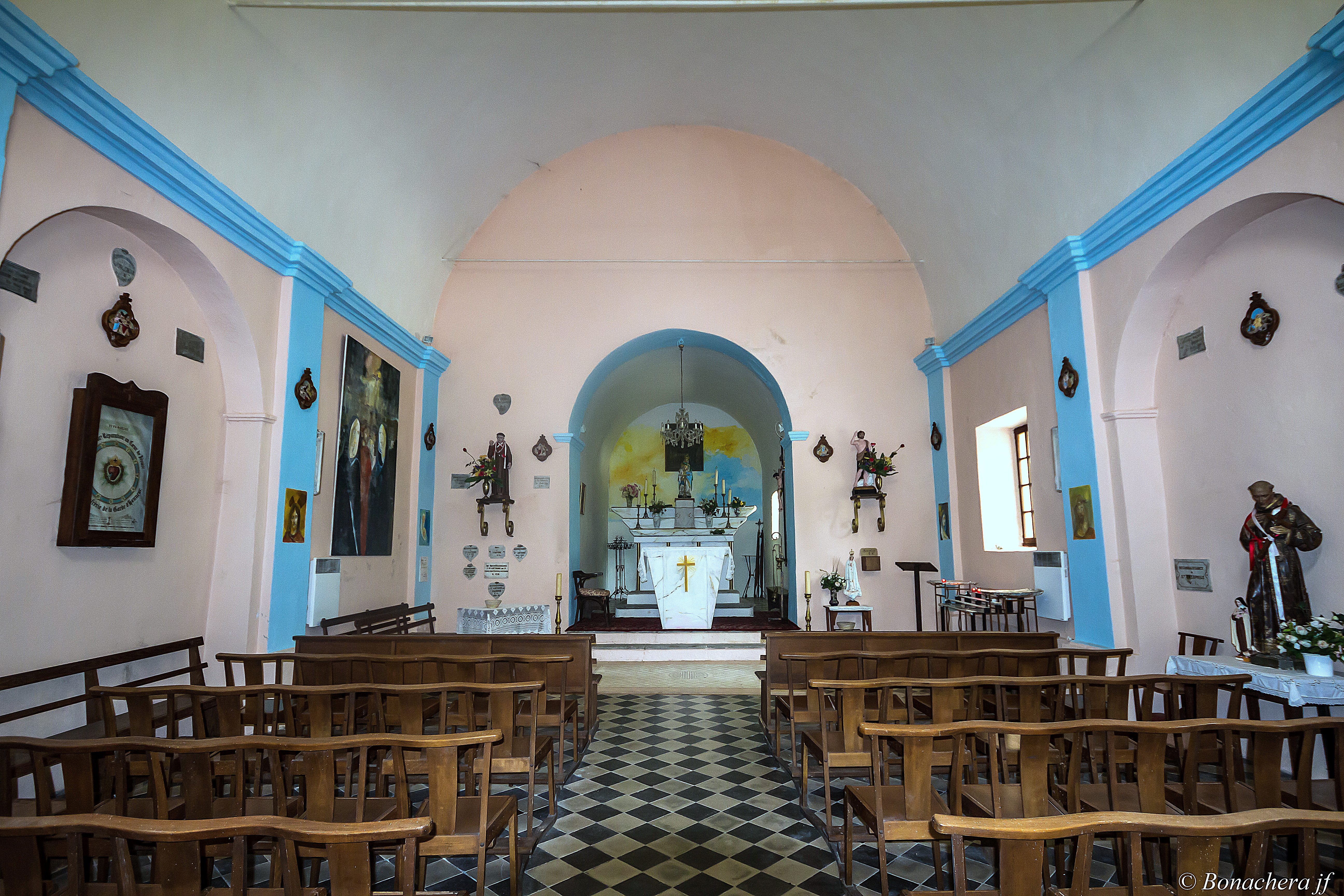
Intérieur de la chapelle Notre-Dame-des-Grâces, de Pietrapola, avec des fresques et peintures du peintre Chisà datant de mai 2009.

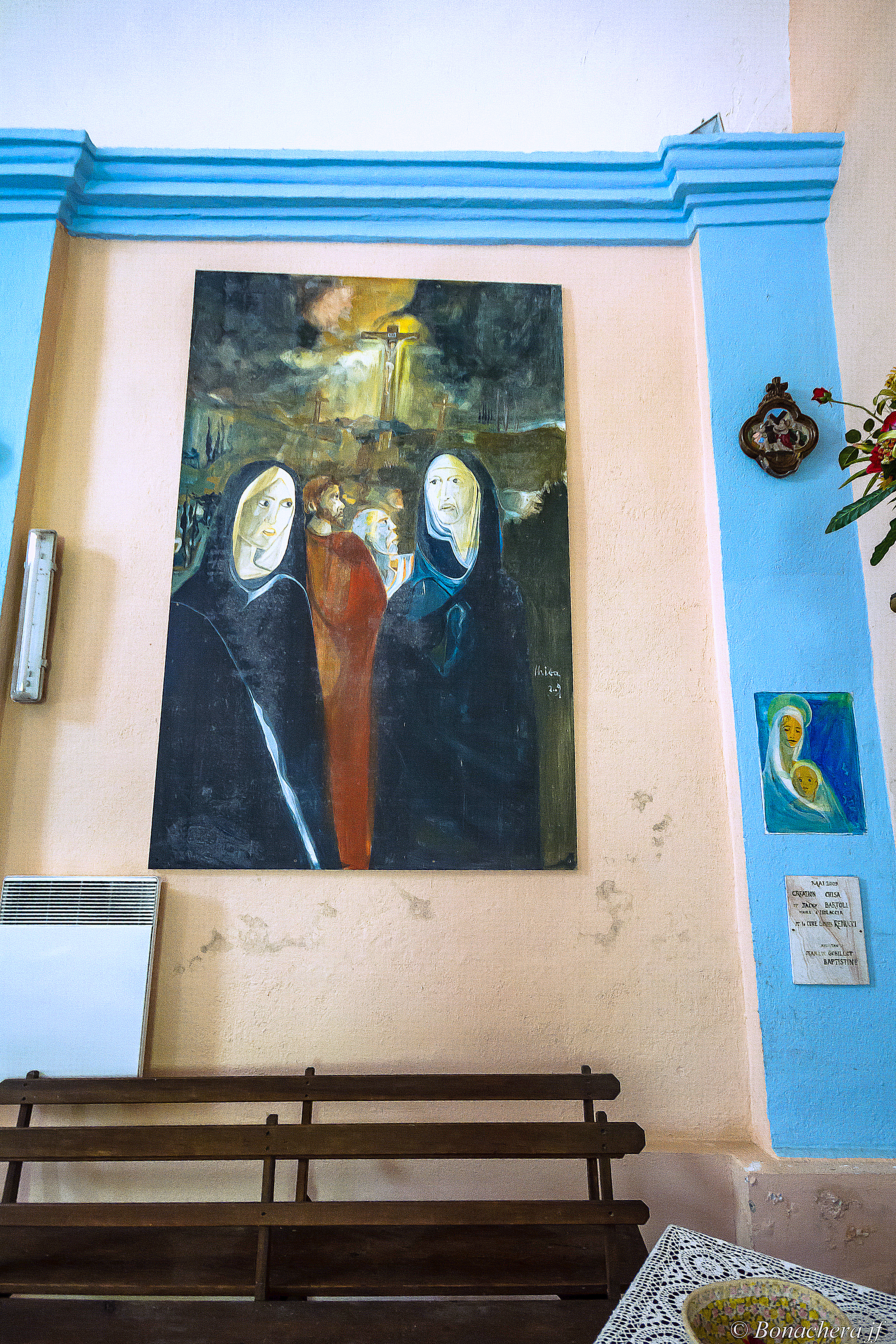
Tableau du peintre Chisà (2009), dans la chapelle Notre-Dame-des-Grâces, de Pietrapola.

- Chapelle Santa Maria, à Acciani, construite en 1908.

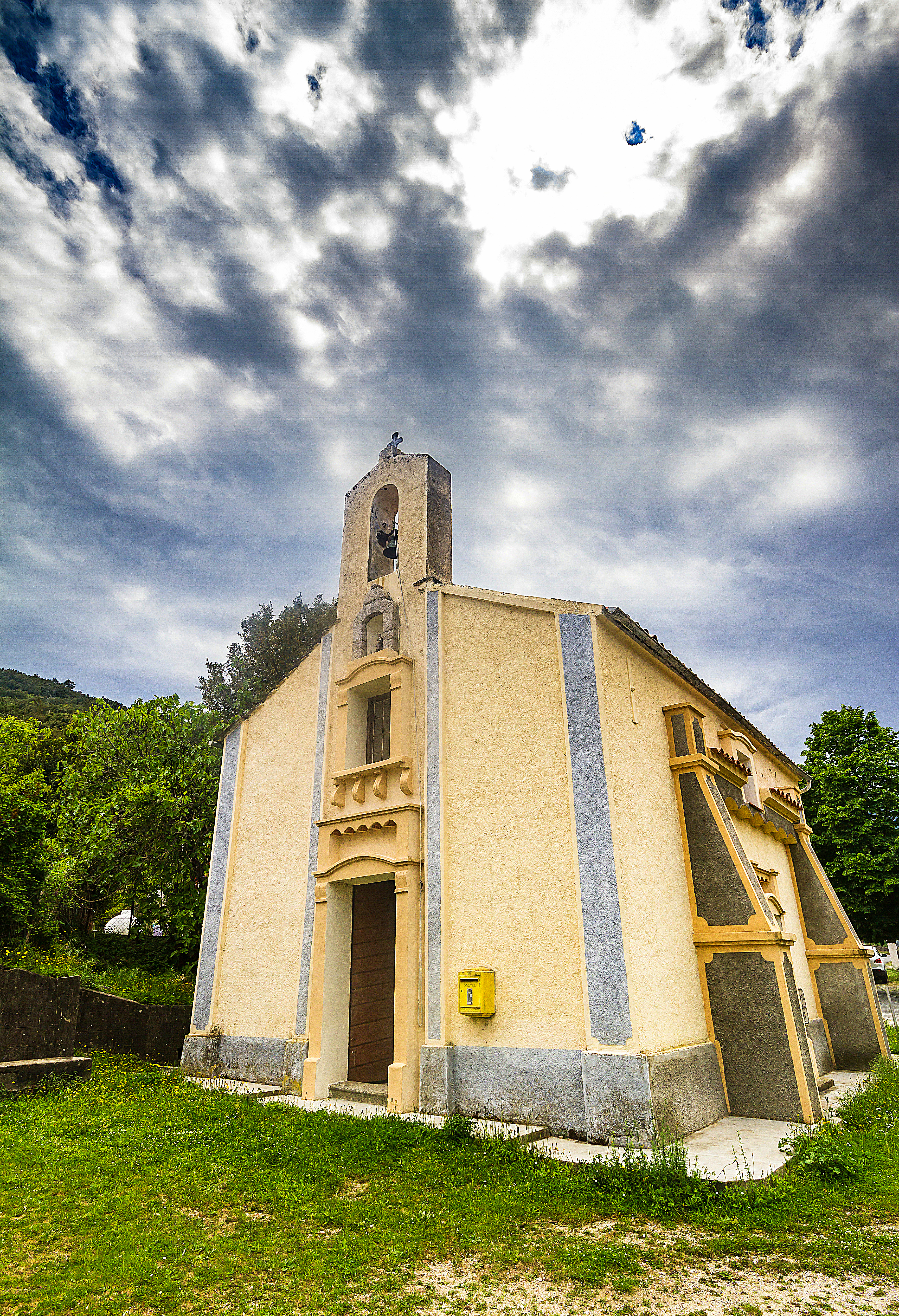
Chapelle Santa Maria d'Acciani.

- Chapelle San Ghjacumu, à Ajola. Chapelle Santa Maria d'Acciani. Chapelle Santa Maria d'Acciani.

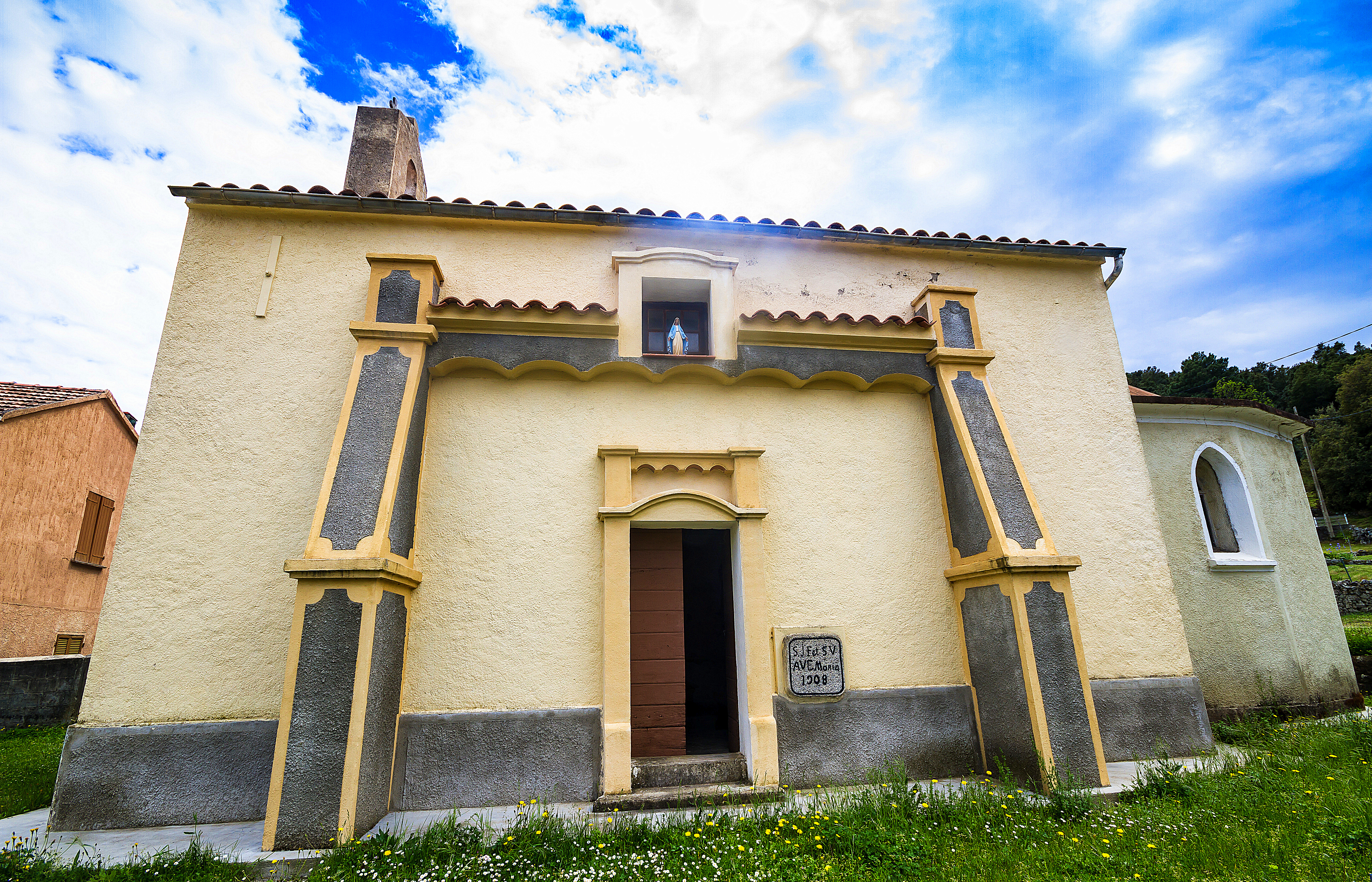
Chapelle Santa Maria d'Acciani.

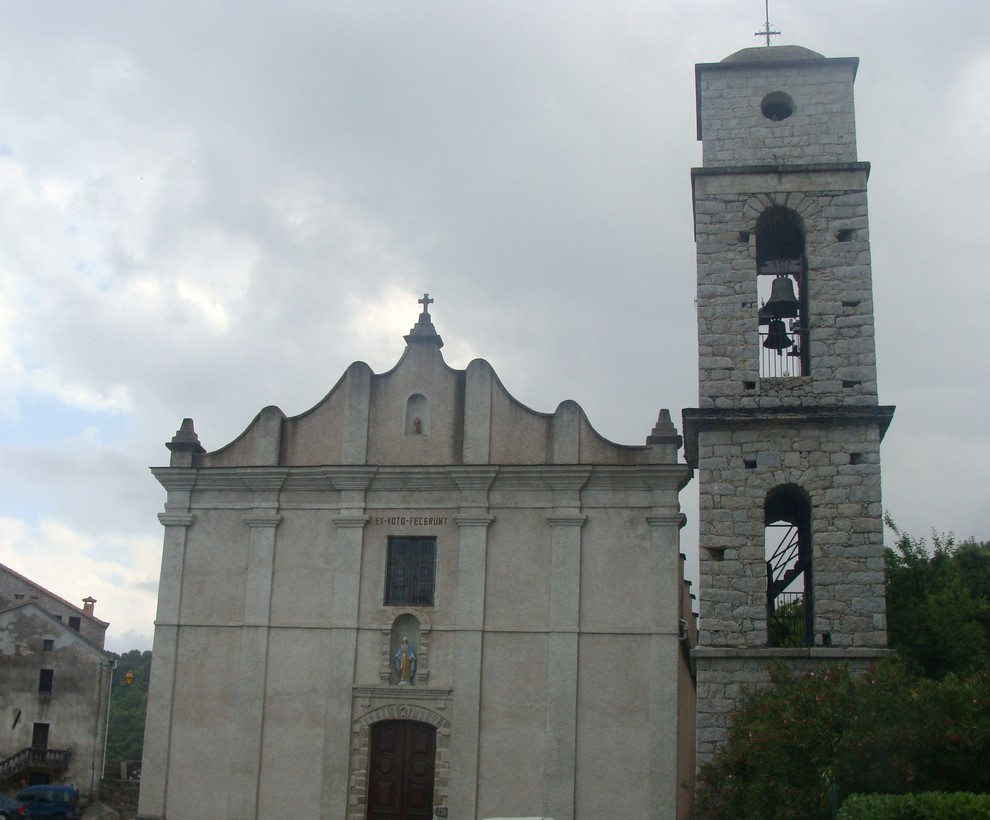
L'église paroissiale de l'Annunziata, à l'Isulacciu.
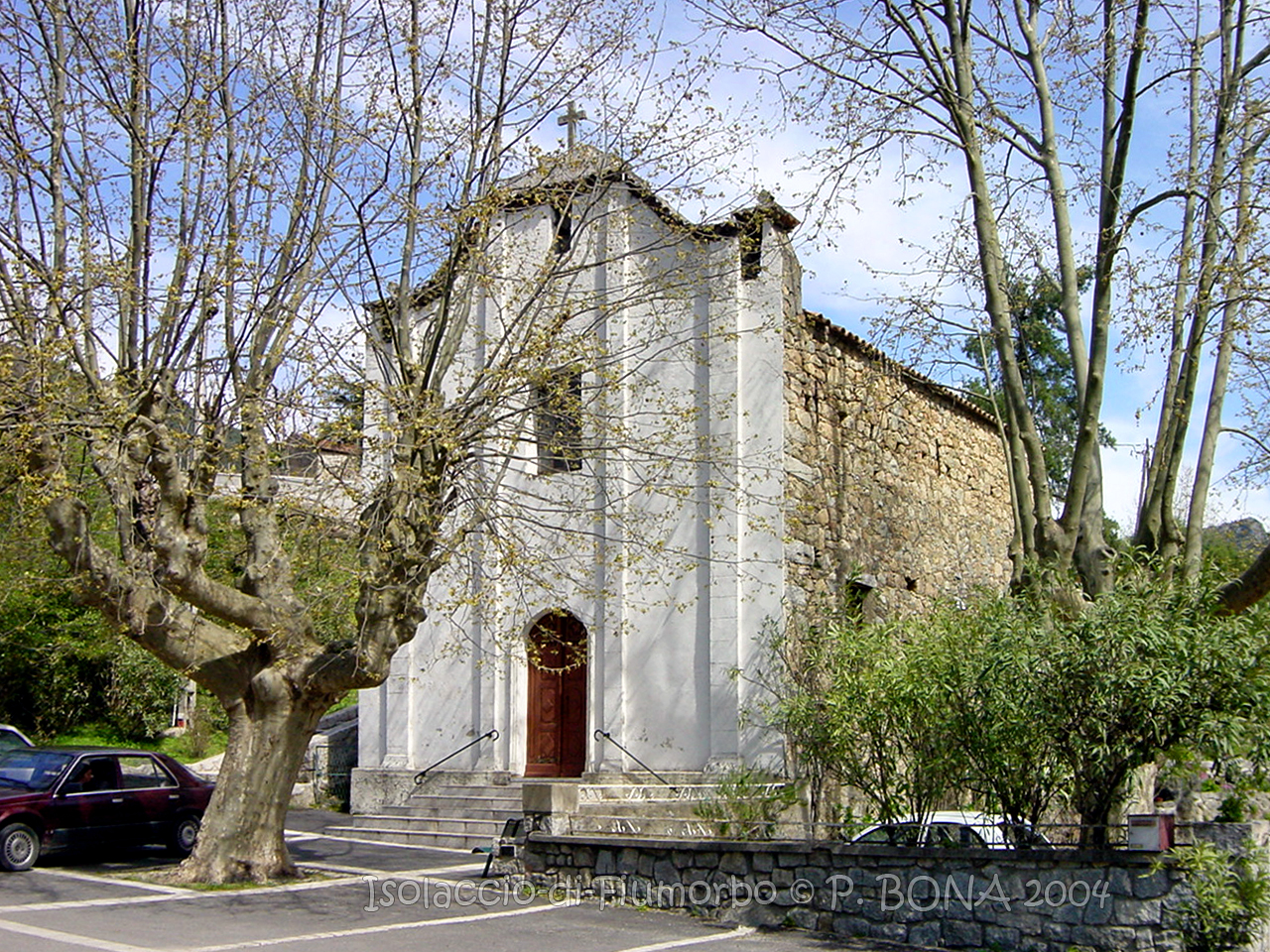
La chapelle Notre-Dame-des-Grâces, à Pietrapola.
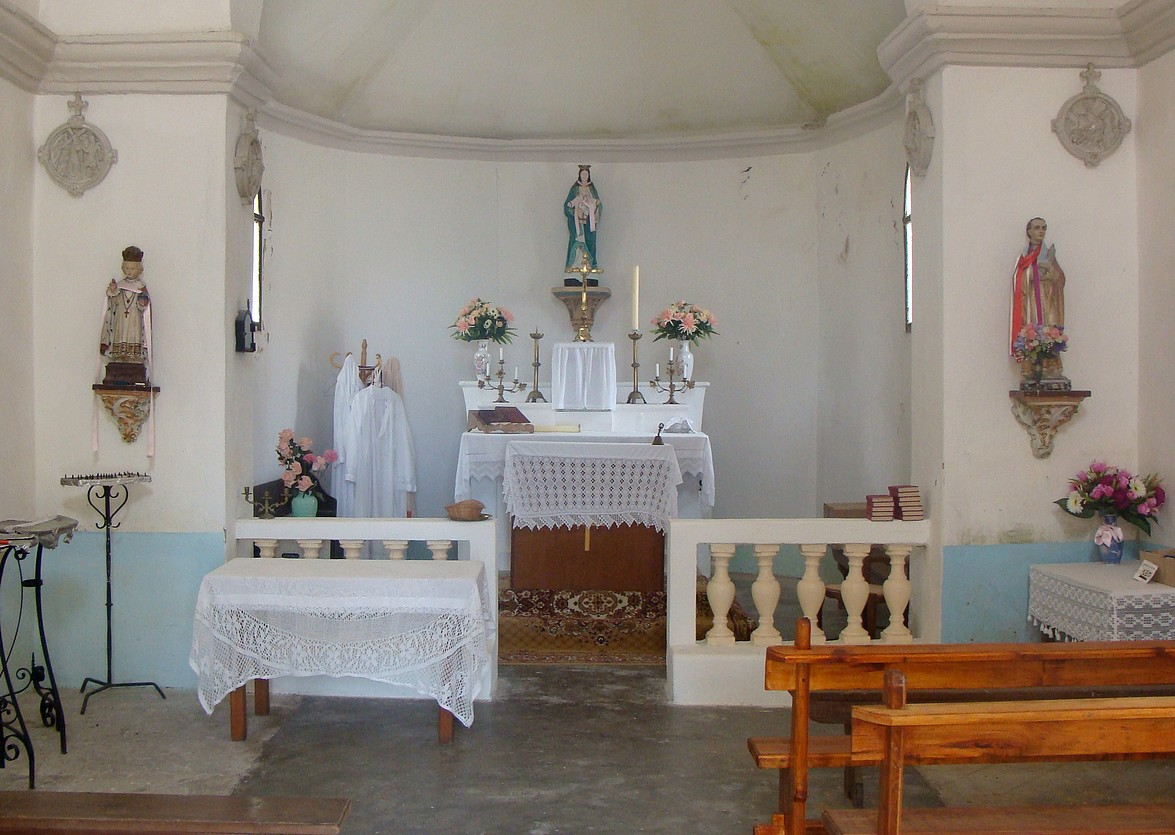
Intérieur de la chapelle Santa Maria, à Acciani.
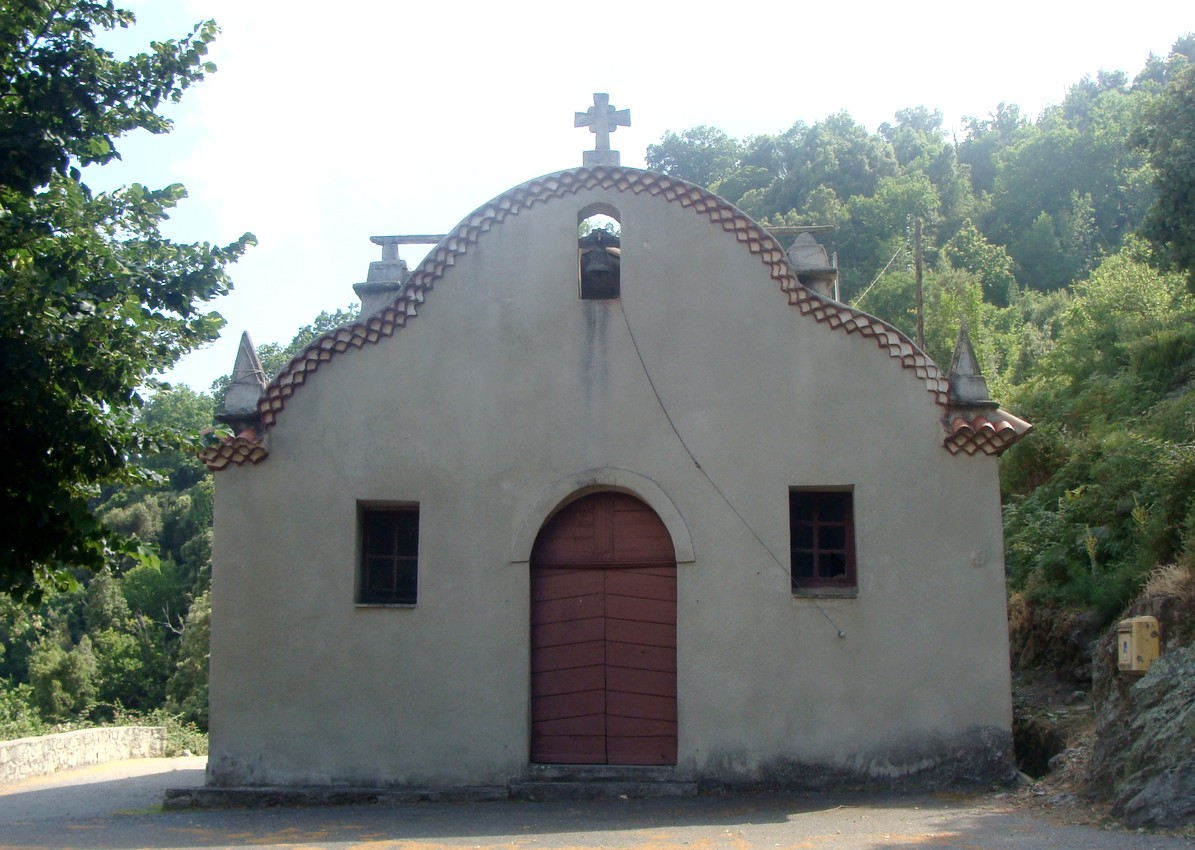
Façade de la chapelle San Ghjacumu, à Ajola.

- Place de la Fontaine Bartoli (village).
- Plateau de Prati (1870 m) : en ce lieu, en août 1943, furent parachutées les armes qui servirent à libérer la Corse des occupants fascistes et nazis. Une plaque de marbre représentant la Corse y a été apposée pour rappeler ce souvenir.

### Fêtes et événements
- Fête patronale : Saint-Roch le 16 août.

### Personnalités liées à la commune
- Gustave Flaubert, écrivain français, (1821-1880), a séjourné à l'Isulacciu, dans la maison de la famille Laurelli, lors d'un voyage en Corse en octobre 1840.
- Paul Jérôme Casanova, dit Léonard de Port-Maurice. Né à Port-Maurice (aujourd'hui partie d'Imperia), près de Gênes, en 1676 ; mort à Rome, en 1751. Béatifié en 1796, il a été canonisé par Pie IX en 1867. Pie XI l'a proclamé en 1923 « patron des missionnaires à l'intérieur de l’Église ». Saint Léonard éleva de nombreux chemins de croix, partout en Italie. Il alla aussi prêcher en Corse, qui était alors dépendante du royaume de Gênes. La région était alors déchirée entre de multiples partis adverses ; les exhortations du missionnaire eurent tôt fait d’apporter la réconciliation. Il établit le chemin de croix dans 200 églises et y convertit le fameux bandit Lupo di l'Isulacciu en 1744.
- François Vittori : (1902-1977), né à l'Isulacciu di Fiumorbu, d'où il est originaire par sa mère (Valentini). Résistant. Membre du Parti communiste français. Responsable militaire du Front National de la Résistance en 1942. En 1943, à Aiacciu, il fait partie du Conseil de Préfecture (avec Paul Colonna d'Istria, Henri Maillot, Arthur Giovoni et Maurice Choury). Membre de la commission administrative départementale intérimaire (qui remplace le conseil général de la Corse) en 1944. Sénateur de la Corse de 1946 à 1948. Fondateur de la « Corse Résistante », à Paris. Directeur du journal Le Réveil Corse. Il meurt à Porri en 1977[14].
- Dominique-Antoine Laurelli, né le 2 décembre 1900 à l'Isulacciu di Fiumorbu, mort le 15 janvier 1991 à Paris. Avocat et homme politique. Député de Saint-Pierre-et-Miquelon de 1947 à 1951, puis de 1959 à 1962.
- Pierre Semidei : (1940-2009), originaire de l'Isulacciu di Fiumorbu. Président d'Euro-Schulen-Organisation (ESO).
- Charles Santoni, né le 7 avril 1931 à l'Isulacciu di Fiumorbu et mort le 10 novembre 2023 à Bastia. Avocat et ancien bâtonnier du barreau de Bastia (1991-1993), écrivain, professeur à l'Université de Corse, homme politique. En 1960, il crée, à Paris, l'Union Corse, un mouvement étudiant. Rédacteur en chef du bimestriel L'Union Corse en 1961. Membre du Front Régionaliste Corse (FRC) en 1966. Coauteur de Main basse sur une île, en 1971. Dirigeant du Partitu Populare Corsu (PPC) en 1973. Il est un des huit participants qui, en janvier 1973, à U Castellà di Casinca, avec d'autres des membres du FRC et de l'ARC, élaborent A chjama di u Castellare, un texte qui appelle à une autonomie interne de la Corse et qui est un manifeste nationaliste. Élu de la première Assemblée de Corse en 1982 (jusqu'en 1984). Porte parole du Muvimentu Corsu pè u Sucialismu en 1982. Il a publié de nombreux articles dans les revues Les Temps Modernes, Réalités, Confluences... Il est l'auteur de plusieurs ouvrages : Au cœur des débats de l'Assemblée de Corse, en 1984, Liata Fiumurbaccia di 500 buccati corsi, qui obtient le Prix du Livre Corse en langue corse, en 1986, Cantaleni : Rhapsodies corses (contes bilingues), en 1994, Chronique de la Franc-maçonnerie en Corse (1772-1920), en 1999... Il participe à l'élaboration du Dictionnaire historique de la Corse, sous la direction du Professeur Antoine-Laurent Serpentini, paru en 2006.